# Javier Garrido Ramírez
Javier Garrido Ramírez (Torrent, Horta Sud, 1 de juliol de 1979) és un exfutbolista professional valencià, que ocupava la posició de defensa dreta. Va jugar futbol al nivel professional de 2001 fins al 2006.

## Trajectòria
Format al planter del València CF, debuta en un partit de la campanya 01/02 davant el Celta de Vigo. Seria l'únic encontre que juga el defensa amb els valencianistes eixe any, en el qual van ser campions de lliga. A l'any següent es consolida amb el primer planter, jugant sis partits. Mitja temporada de la temporada 02/03, a més a més, va ser cedit al Córdoba CF, de Segona Divisió.
La 03/04 seria la millor del torrentí, que actuaria en 15 ocasions amb el València. Eixe any, els de Mestalla van fer el doblet Lliga-Copa de la UEFA. L'arribada de Claudio Ranieri a la banqueta valencianista per la temporada 04/05 va fer que tornara a marxar cedit, ara a l'AS Saint Étienne de la Ligue 1 francesa, on no compta massa. La temporada posterior és cedit de nou a l'Albacete Balompié.
El 2006 és traspassat al Lorca Deportiva, però una lesió acaba de truncar la seua carrera i l'obliga a retirar-se. Després de penjar les botes, ha seguit vinculat al món del futbol al capdavant d'una escola de futbol a Torrent, així com en tasques de representació de futbolistes.